# Richard Lauwaars
Richard Hubertus Lauwaars (Rotterdam, 10 augustus 1940) is een Nederlands jurist gespecialiseerd in het recht van de Europese Unie. Lauwaars was hoogleraar aan de Universiteit van Amsterdam en lid van de Raad van State.
Lauwaars studeerde rechtsgeleerdheid aan de Universiteit Leiden, waar hij in 1963 het doctoraalexamen aflegde. Op 20 mei 1970 promoveerde hij daar bij Herman Hendrik Maas op het proefschrift Rechtmatigheid en rechtskracht van gemeenschapsbesluiten: enige beschouwingen over de bindende besluiten die de Raad en de Commissie van de Europese Gemeenschappen kunnen nemen krachtens het Verdrag tot oprichting van de Europese Economische Gemeenschap; het onderzoek was eerder begeleid door Ivo Samkalden totdat die in 1965 tot minister van Justitie werd benoemd. Kort na zijn promotie, in 1972, werd hij benoemd tot hoogleraar recht der Europese organisaties aan de Vrije Universiteit Amsterdam; de leeropdracht was afgesplitst van de algemene leerstoel volkenrecht die op dat moment werd bekleed door Peter Kooijmans.
Op 6 juni 1980 werd Lauwaars benoemd tot hoogleraar recht der internationale organisaties aan de Universiteit van Amsterdam, op de leerstoel die was vrijgekomen vanwege de benoeming van Hein Schermers tot hoogleraar in Leiden. Hij hield zijn oratie, getiteld Wisselwerkingen: Het verband tussen het materiële en het institutionele recht der internationale organisaties, op 16 januari 1984. In 1992 werd de leeropdracht gewijzigd in het recht van de Europese Gemeenschappen (waar Lauwaars ook daarvoor al vooral over had gedoceerd). Een van zijn promovendi aan de UvA was Sacha Prechal, die in 1995 cum laude bij hem promoveerde op een proefschrift over richtlijnen in het Gemeenschapsrecht. In 1994 werd Lauwaars benoemd tot lid van de Raad van State; hij hield zijn afscheidscollege aan de UvA, getiteld Constitutionele erosie, op 5 juli 1994. Hij werd als hoogleraar opgevolgd door de Oostenrijker Friedl Weiss. In datzelfde jaar werd hij benoemd tot lid van de Koninklijke Nederlandse Akademie van Wetenschappen. Lauwaars zou tot 2005 lid van de Raad van State blijven, en de drie jaar daarna nog staatsraad in buitengewone dienst. 
In 2005 publiceerde Lauwaars samen met Christiaan Timmermans het inleidende studieboek Europees recht in kort bestek.